# ويليام ورث باترسون
ويليام ورث باترسون (بالإنجليزية: William Worth Patterson)‏ هو سياسي أمريكي، ولد في 3 نوفمبر 1849 في الولايات المتحدة، وتوفي في 28 مارس 1921 في دنفر في الولايات المتحدة. حزبياً، نشط في الحزب الجمهوري. وقد انتخب عمدة أشلاند, كنتاكي ‏ (9 يونيو 1886 – 6 مايو 1889).